# Альтенмединген
Альтенмединген (нем. Altenmedingen) — община в Германии, в земле Нижняя Саксония.
Входит в состав района Ильцен. Подчиняется управлению Бефензен. Население составляет 1571 человек (на 31 декабря 2010 года). Занимает площадь 48,09 км².
Коммуна подразделяется на 9 сельских округов.